# 無夏之年

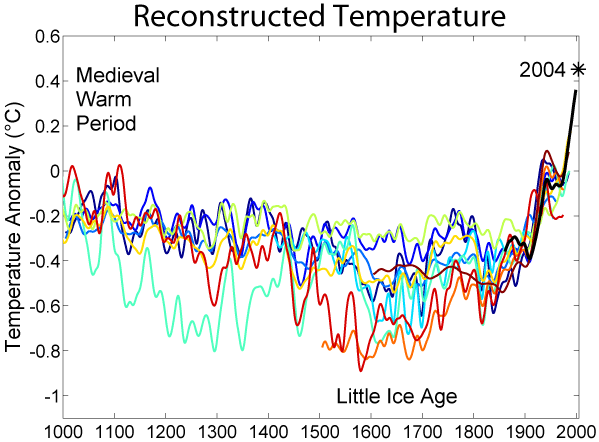
全球過去1000年平均氣溫。1800年之後出現的短時期的溫度下降。

無夏之年（英語：Year Without a Summer），指1816年。因為受1815年坦博拉火山爆發的影響，北半球天氣出現的嚴重反常。歐洲、北美洲及亞洲都出現災情，夏天出現罕見低溫；歐洲及美洲農業生產受影響尤甚；亞洲氣候亦受影響，中國雲南因而出現饥荒。
有證據表明，這一異常現象主要是由1815年4月荷屬東印度群島（現為印尼）坦博拉火山大規模噴發引起的火山冬天事件。這次噴發是至少1300年來最大規模的噴發（在假設的噴發導致公元536年火山冬天事件之後）； 1814年菲律賓馬榮火山爆發可能加劇了它對氣候的影響。

## 起因

1815年東南亞火山灰厚度

現時一般相信1816年的反常氣溫是由於之前一年，即1815年，4月5日–4月15日荷屬東印度（今印尼）森巴瓦島上坦博拉火山爆發。坦博拉火山的爆發是人類歷史上最大規模的火山爆發之一，威力為火山爆發指數VEI-7，所噴出的火山灰總體積多達150立方公里，而且抵達高至44公里之平流層。遠至英國倫敦亦可見因火山灰而出現的日落彩霞。而人类历史上另一次同等规模的火山爆发发生在大约公元前16世纪的米诺斯火山爆发，据信那次火山爆发直接导致了克里特岛文明的没落。
除此以外，在1812年及1814年亦分別有較小規模的火山在加勒比海及菲律賓爆發，在大氣中積聚相當的火山灰。加上坦博拉火山噴出到高空中的二氧化硫，引致全球溫度在之後一兩年下降大約攝氏0.4至0.7度。1816年是自1400年以後，北半球最寒冷的一年。

## 情況

### 美洲
美國東北及加拿大所受影響最為嚴重。美國東北部晚春及初夏溫度通常相當穩定，平均20℃至25℃，甚少低於5℃。1816年5月，美國東北出現霜凍，大部份農作物被凍死。6月，加拿大及美國新英格蘭出現兩次大風雪，魁北克積雪餘呎，廣泛地方有人凍死。到了7月及8月，南至賓夕凡尼亞州仍可見河水結冰。部份地方溫度時而高達超越35℃，然後又突然數小時內下降至接近0℃。新英格蘭農作物大量失收，各種穀物價格急升，例如燕麥價格由1815年的每桶12美分暴漲至92美分。

### 歐洲

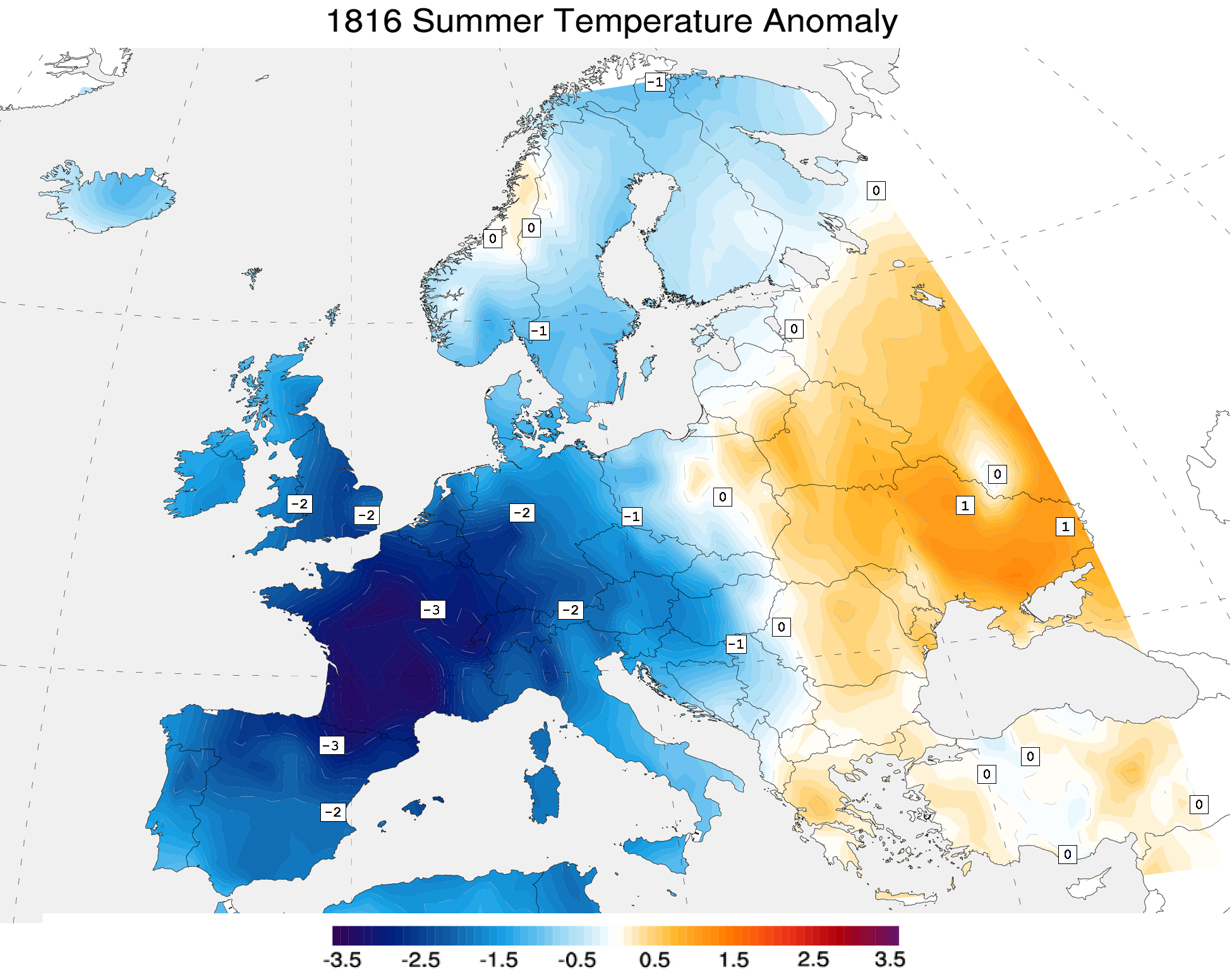
1816年歐洲夏天溫度異常

歐洲大陸剛剛結束1815年對拿破侖的戰爭。突如其來的天氣異常導致糧食廣泛短缺，各地都出現搶奪糧食的情況，瑞士尤為嚴重。英國大量的家畜在1816年冬天死亡，威爾斯、愛爾蘭等地的農作物也失收，遍地飢荒。歐洲多條主要河流在夏天泛濫，德國等地在8月也出現霜凍。據估計歐洲約有20萬人死於這次的極端天氣。
1816至1819年間在東南歐洲及地中海出現的傷寒疫症，亦被懷疑與溫度改變有關。
1816年7月，時年十九歲的瑪麗·雪萊前往拜倫在瑞士的別墅度假，卻遭遇到了連日降雨和反常低溫，迫使眾人待在室內。為了排遣時間，拜倫決定舉行一場寫出最恐怖故事的比賽。期間，瑪麗·雪萊寫出了名著《科學怪人》，而拜倫的私人醫生約翰·波里多利則寫出了現代吸血鬼小說的開山之作《吸血鬼》。
1816的「無夏之年」，農作物的失收也致使家畜大批死亡，作為人類主要交通工具的馬匹也不例外。大發明家—馮德賴斯公爵（Karl Von Drais）便是在此期間，竭力找尋馬匹以外的交通替代方式。1817年他在德國的曼海姆發明了「雙輪跑動機」（德文：Laufmaschine，英文：running machine），並於1818年在法國取得專利權。這輛「雙輪跑動機」，可說是現代腳踏車雛形。公爵的發明啟迪了來自英國、法國的製造商，紛紛設計出自家的腳踏車，如腳蹬車（Velocipedes）和所謂「花花公子的座騎」（“Dandy Horses”），腳踏車熱潮因而一時席捲歐洲。

### 亞洲
在清朝，雲南全省嚴重饥荒。1816年（嘉慶二十一年）夏天，農曆八月時「天氣忽然寒如冬」。昆明及滇西等地連續三年冬天降雪。在黑龍江，雙城在農曆七月出現嚴重霜凍，作物失收，翻土的農民逃亡。安徽、江西等地亦有農曆六、七月出現降雪的紀錄。台灣新竹、苗栗等地都在1816年冬天紀錄到罕有的霜凍，竹塹以北「十二月雨雪，冰堅寸餘」。
全球嚴寒也帶來了於印度興起繼而波及全世界的霍亂首次爆發。

## 文內注釋
1. ↑  /臺灣方志/一二一續修臺灣府志/卷十九雜記/災祥 （页面存档备份，存于）冬十一月，雨雪，冰堅寸餘（臺地氣煖，從無霜雪；八月甫入版圖，地氣自北而南，運屬一統故也）
2. ↑  Broad2015年9月2日, William J. . 紐約時報中文網. 2015-09-02  [2019-07-17]. （原始内容存档于2020-12-19） （中文（繁體））.

## 延伸閱讀
- C.R. Harrington（ed.）. The Year without a summer? : world climate in 1816, Ottawa : Canadian Museum of Nature, 1992. ISBN 0-660-13063-7
- Henry and Elizabeth Stommel. Volcano Weather: The Story of 1816, the Year without a Summer, Newport RI. 1983. ISBN 0-915160-71-4
- Gillen D'Arcy Wood (2014). Tambora: The Eruption That Changed the World Hardcover